# John Carradine
Richmond Reed "John" Carradine, conegut artísticament com John Carradine   (Nova York, 5 de febrer de 1906 - Milà, 27 de novembre de 1988), va ser un actor estatunidenc conegut per la seva aparició en diferents westerns i per ser el pare dels també actors David, Bruce, Keith i Robert Carradine.

## Biografia
John Carradine va néixer a la ciutat de Nova York, en el si d'una família acomodada, ja que la seva mare era una prestigiosa cirurgiana i el seu pare un eminent advocat. La seva idea inicial era dedicar-se al món de la pintura i l'escultura després d'anar a l'Escola d'Art Gràfic de Nova York. Va començar la seva vida al món de la interpretació com a actor dramàtic shakespirià i va realitzar el seu debut com a actor en 1930 amb el nom de Peter Richmond. No adoptaria el de "John Carradine" fins a 1933. Un any després es produiria la seva primera trobada amb John Ford, que el trauria de l'anonimat gràcies a pel·lícules com a Presoner de l'odi (1936) i Maria I d'Escòcia, un biòpic protagonitzat per Katharine Hepburn.
Carradine va aparèixer en deu títols de John Ford, incloent Els raïms de la ira (1940), La diligència (1939) o L'home que va matar Liberty Valance (1962). També va interpretar el paper d'Aaron en Els Deu Manaments (1956). Encara que era un bon actor de mètode, no va tenir moltes oportunitats de treballar en contextos clarament dramàtics. En la dècada dels 40, va viatjar amb una companyia teatral representant obres de William Shakespeare com Hamlet i Macbeth. Els seus treballs a Broadway inclouen papers com Ferdinand en la producció de John Webster The Duchess of Malfi, Ragpicker en l'obra de Jean Giraudoux La boja de Chaillot, Lycus en Golfus de Roma, i DeLacey en la versió de Frankenstein de 1981.
El 1935, John Carradine es va casar amb Ardanelle McCool, mare de Bruce i David, abans de divorciar-se el 1941. La segona esposa de John seria Sonia Sorel, mare dels també actors Keith i Robert i de la qual es divorciaria el 1956. Les seves altres dues esposes van ser Doris Rich (1957-1971) i Emily Cisneros (1975-1988).
Carradine va aparèixer en més de 225 pel·lícules, algunes d'elles com un personatge excèntric, boig o diabòlic, especialment en el gènere del terror on es convertiria en tota una insígnia en la dècada dels 40. El 1985, guanyaria el Daytime Emmy award per la seva interpretació de l'excèntric ancià que viu en el camí de Young People's Special, 'Umbrella Joe'.
Per la seva contribució al món del cinema i l'entreteniment, John Carradine té una estrella en el Passeig de la Fama de Hollywood en el número 6240 de Hollywood Blvd. El 2003, va entrar en el Western Performers Hall of Fame de la National Cowboy & Western Heritage Museum d'Oklahoma City, Oklahoma. John Carradine va morir el 27 de novembre de 1988 a Milà (Itàlia). Tenia 82 anys.

## Filmografia
- Tol'able David (1930) (com Peter Richmond)
- Heaven on Earth (1931) (com Peter Richmond)
- Forgotten Commandments (1932) (as John Peter Richmond)
- The Story of Temple Drake (1933)
- This Day and Age (1933) (com John Peter Richmond)
- Transient Lady (1935)
- Cardinal Richelieu (1935)
- Les Misérables (1935)
- She Gets Her Man (1935)
- The Prisoner of Shark Island (1936)
- Under Two Flags (1936)
- White Fang (1936)
- Maria Estuard (Mary of Scotland) (1936)
- Ramona (1936)
- Dimples (1936)
- The Garden of Allah (1936)
- Daniel Boone (1936)
- Winterset (1936)
- Laughing at Trouble (1936)
- Nancy Steele Is Missing! (1937)
- Captains Courageous (1937)
- This Is My Affair (1937)
- Love Under Fire (1937)
- Danger - Love at Work (1937)
- Ali Baba Goes to Town (1937)
- Huracà sobre l'illa (The Hurricane) (1937)
- The Last Gangster (1937)
- Thank You, Mr. Moto (1937)
- International Settlement (1938)
- Of Human Hearts (1938)
- Four Men and a Prayer (1938)
- Kentucky Moonshine (1938)
- Alexander's Ragtime Band (1938)
- Kidnapped (1938)
- I'll Give a Million (1938)
- Gateway (1938)
- Submarine Patrol (1938)
- Jesse James (1939)
- Mr. Moto's Last Warning (1939)
- Stagecoach (1939)
- Els tres mosqueters (The Three Musketeers) (1939)
- The Hound of the Baskervilles (1939)
- Captain Fury (1939)
- Five Came Back (1939)
- Frontier Marshal (1939)
- Drums Along the Mohawk (1939)
- El raïm de la ira (The Grapes of Wrath) (1940)
- La venjança de Frank James (The Return of Frank James) (1940)
- Brigham Young - Frontiersman (1940)
- Chad Hanna (1940)
- Western Union (1941)
- Blood and Sand (1941)
- Man Hunt (1941)
- Swamp Water (1941)
- Whispering Ghosts (1942)
- Son of Fury: The Story of Benjamin Blake (1942)
- Northwest Rangers (1942)
- Reunion in France (1942)
- I Escaped from the Gestapo (1943)
- Captive Wild Woman (1943)
- Hitler's Madman (1943)
- Silver Spurs (1943)
- Isle of Forgotten Sins (1943)
- Revenge of the Zombies (1943)
- Passatge al futur (Gangway for Tomorrow) (1943)
- Voodoo Man (1944)
- The Adventures of Mark Twain (1944)
- The Black Parachute (1944)
- The Invisible Man's Revenge (1944)
- Waterfront (1944)
- The Mummy's Ghost (1944)
- Return of the Ape Man (1944)
- Barbary Coast Gent (1944)
- Barbablava (Bluebeard) (1944)
- Alaska (1944)
- House of Frankenstein (1944)
- It's in the Bag! (1945)
- Fallen Angel (1945)
- Captain Kidd (1945)
- House of Dracula (1945)
- The Face of Marble (1946)
- Down Missouri Way (1946)
- The Private Affairs of Bel Ami (1947)
- C-Man (1949)
- Female Jungle (1954)
- La gran nit de Casanova (Casanova's Big Night) (1954)
- Johnny Guitar (1954)
- Sinuhé, l'egipci (The Egyptian) (1954)
- Thunder Pass (1954)
- Stranger on Horseback (1955)
- The Kentuckian (1955)
- Desert Sands (1955)
- Dark Venture (1956)
- The Court Jester (1956)
- Hidden Guns (1956)
- The Black Sleep (1956)
- Els Deu Manaments (The Ten Commandments) (1956)
- La volta al món en vuitanta dies (Around the World in Eighty Days) (1956)
- The Incredible Petrified World (1957)
- Half Human: The Story of the Abominable Snowman (1957)
- The True Story of Jesse James (1957)
- The Unearthly (1957)
- The Story of Mankind (1957)
- Hell Ship Mutiny (1957)
- Showdown at Boot Hill (1958)
- El rebel orgullós (The Proud Rebel) (1958)
- L'últim hurra (The Last Hurrah) (1958)
- The Cosmic Man (1959)
- Invisible Invaders (1959)
- Invasion of the Animal People (1959)
- The Oregon Trail (1959)
- The Adventures of Huckleberry Finn (1960)
- Tarzan the Magnificent (1960)
- Sex Kittens Go to College (1960)
- L'home que va matar Liberty Valance (The Man Who Shot Liberty Valance)) (1962)
- Genesis (1964)
- Curse of the Stone Hand (1964)
- The Patsy (1964)
- Cheyenne Autumn (1964)
- The Wizard of Mars (1965)
- House of the Black Death (1965)
- Broken Sabre (1965)
- The Emperor's New Clothes (1966)
- Billy the Kid vs. Dracula (1966)
- Munster, Go Home! (1966)
- Night Train to Mundo Fine (1966)
- Dr. Terror's Gallery of Horrors (1967)
- Hillbillys in a Haunted House (1967)
- The Hostage (1967)
- La Señora Muerte (1967)
- Antologia del miedo (1968)
- Autopsia de un fantasma (1968)
- Enigma de muerte (1968)
- Pacto diabólico (1968)
- They Ran for Their Lives (1968)
- Las Vampiras (1968)
- The Mummy and the Curse of the Jackals (1969)
- The Astro-Zombies (1969)
- The Trouble with Girls (1969)
- Blood of Dracula's Castle (1969)
- The Good Guys and the Bad Guys (1969)
- Hell's Bloody Devils (1970)
- Blood of the Iron Maiden (1970)
- Horror of the Blood Monsters (1970)
- Five Bloody Graves (1970)
- Myra Breckinridge (1970)
- The McMasters (1970)
- Bigfoot (1970)
- Cain's Cutthroats (1971)
- Blood Legacy (1971)
- Beast of the Yellow Night (1971)
- Shinbone Alley (1971) (veu)
- The Seven Minutes (1971)
- Shadow House (1972)
- Blood of Ghastly Horror (1972)
- Boxcar Bertha (1972)
- Portnoy's Complaint (1972) (veu)
- Richard (1972)
- Everything You Always Wanted to Know About Sex* (*But Were Afraid to Ask) (1972)
- Terror in the Wax Museum (1973)
- The Gatling Gun (1973)
- Bad Charleston Charlie (1973)
- Superchick (1973)
- Hex (1973)
- Moonchild (1973)
- The House of Seven Corpses (1974)
- Silent Night, Bloody Night (1974)
- Young Frankenstein (1974)
- Mary, Mary, Bloody Mary (1975)
- Won Ton Ton, the Dog Who Saved Hollywood (1976)
- L'últim pistoler (The Shootist) (1976)
- The Killer Inside Me (1976)
- The Last Tycoon (1976)
- The Lady and the Lynchings (1977)
- Crash! (1977)
- The Sentinel (1977)
- The White Buffalo (1977)
- Satan's Cheerleaders (1977)
- Shock Waves (1977)
- The Mouse and His Child (1977) (veu)
- Amenaça nuclear (Golden Rendezvous) (1977)
- Doctor Dracula (1978)
- Sunset Cove (1978)
- Vampire Hookers (1978)
- The Bees (1978)
- Missile X: The Neutron Bomb Incident (1978)
- The Seekers (1979)
- Monster (1979)
- Nocturna: Granddaughter of Dracula (1979)
- The Monster Club (1980)
- The Boogeyman (1980)
- Frankenstein Island (1981)
- Udols (The Howling) (1981)
- Goliath Awaits (1981)
- Missile X: The Neutron Bomb Incident (1981)
- The Nesting (1981)
- The Vals (1982)
- L'espantaocells (The Scarecrow) (1982)
- Rose for Emily (1982)
- Satan's Mistress (1982)
- The Secret of NIMH (1982) (veu)
- Aladdin and the Magic Lamp (1982) (veu)
- La mansió de les ombres allargades (House of the Long Shadows) (1983)
- Prison Ship (1984)
- The Ice Pirates (1984)
- Evils of the Night (1985)
- Peggy Sue es va casar (Peggy Sue Got Married) (1986)
- The Tomb (1986)
- Evil Spawn (1987)
- Monster in the Closet (1987)
- Buried Alive (1990)